# پیربلوسوم (کالیفرنیا)
پیربلوسوم (به انگلیسی: Pearblossom) یک منطقهٔ مسکونی در ایالات متحده آمریکا است که در شهرستان لس‌آنجلس، کالیفرنیا واقع شده‌است. پیربلوسوم ۹۶۰٫۱۳ متر بالاتر از سطح دریا واقع شده‌است.